# Паранджа (поетична збірка)
«Паранджа» — поетична збірка української письменниці Олени Пашук, вийшла друком 2017 року у луцькому видавництві «Вежа-Друк». До книжки ввійшли вірші, написані у різні роки.
За поетичну збірку «Паранджа» Олена Пашук була відзначена званням лауреата літературної премії імені Бориса Нечерди (2018) та Волинської обласної літературно-мистецької премії ім. Агатангела Кримського (за активну участь у вітчизняному літературному процесі та видання поетичної збірки «Паранджа» (2017).

## З видавничої анотації
Збірка поезій Олени Пашук рекомендована для широкого загалу. Але читач не повинен шукати в ній лише східні образи чи відсилання до античної міфології. У книзі все-таки йдеться про узагальнений образ жінки зі своїм складним внутрішнім світом без прив'язки до національності чи конкретного історичного періоду. Паранджа — це, швидше, символ якоїсь заслони між чоловічим і жіночим, Сходом і Заходом, традиціями і новаторством, тілом і душею, автором і читачем. В основі побудови книги лежить концепція Дж. Ш. Болен («Архетипи в кожній жінці»), яка, займаючись вивченням давньогрецької міфології, виявила в ній сім важливих для греків богинь і, відповідно, сім основних жіночих образів, а саме: Артеміду, Афіну, Гестію, Геру, Деметру, Персефону та Афродіту. За паранджею ховається кожна з цих богинь, що уособлює певний жіночий архетип.

## Рецензії
- Клименко, Олександр (21 грудня 2016). Олена Пашук: «Є біль, який не заримувати…» (Інтерв'ю). Буквоїд. Архів оригіналу за 13 Березня 2017.